# Cuarteto de cuerda n.º 1 (Beethoven)

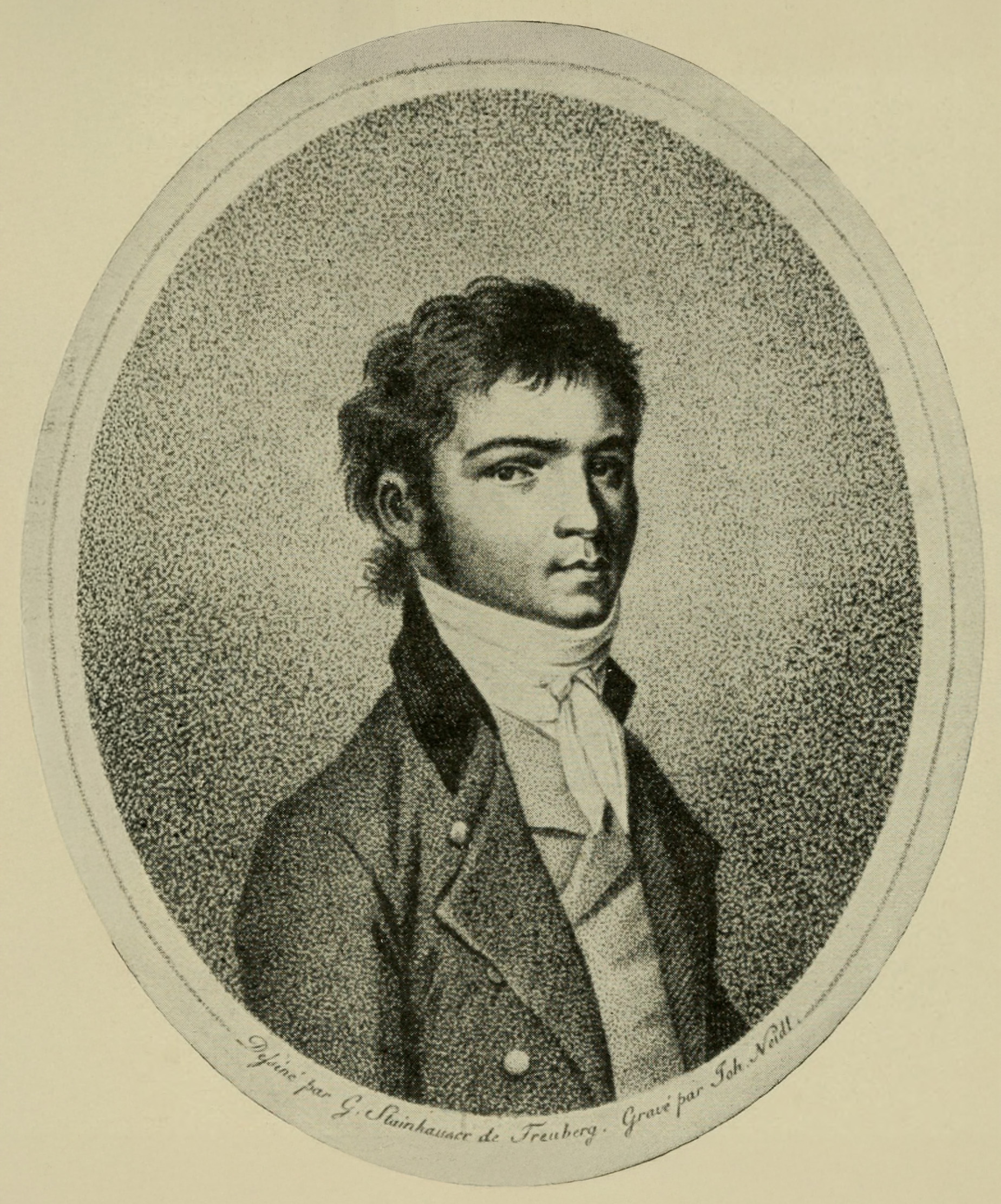
Beethoven en 1796.

El Cuarteto de cuerda n.º 1 en fa mayor, Op. 18 n.º 1 es una pieza camerística compuesta por Ludwig van Beethoven en 1799. La partitura está dedicada al príncipe Joseph Franz von Lobkowitz.

## Historia

### Composición

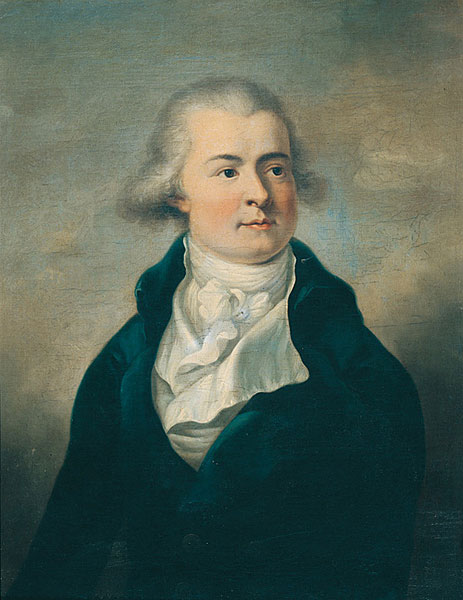
Príncipe Lobkowitz, dedicatario de la pieza.

Beethoven recibió el encargo de escribir los cuartetos en otoño o invierno de 1798-99 por parte del príncipe Lobkowitz. Este opus supuso una novedad para Beethoven, ya que hasta entonces no se había atrevido a componer nada en este género. Cuando por fin se aventuró a componer un cuarteto de cuerda ya había escrito muchas piezas de música de cámara, entre ellas varias para instrumentos de cuerda, y casi la mitad de sus obras para piano. El cuarteto para cuerda era un género que habían ayudado a establecer y desarrollar con gran éxito Joseph Haydn y Luigi Boccherini en la década de 1760; y más tarde Wolfgang Amadeus Mozart. Jean-Marie Leclair y Giovanni Battista Viotti, con sus escuelas de violín, realizaron importantes contribuciones a las posibilidades expresivas del instrumento. Otros músicos querían hacer lo mismo para el violonchelo y la viola. Para todos ellos, el género de cuarteto de cuerda era el más fértil en términos de calidez, expresividad y flexibilidad dentro de la música para instrumentos de cuerda.
Las seis piezas que conforman el Opus 18 son los Cuartetos n.º 1 en fa mayor, n.º 2 en sol mayor, n.º 3 en re mayor, n.º 4 en do menor, n.º 5 en la mayor y n.º 6 en si bemol mayor. La composición de todo el conjunto se desarrolló desde el verano-otoño de 1798 hasta el verano-otoño de 1800. El primer cuarteto se escribió en 1799. La influencia del compositor y educador musical Emanuel Aloys Förster llevó a Beethoven a revisar el cuarteto en fa mayor después de completar los seis cuartetos.
El número de opus de estos cuartetos se corresponde con el orden en que fueron impresos y no al orden en que fueron escritos. El orden de creación no se conoce con total seguridad debido a que se perdieron las partituras autógrafas, pero se puede deducir por los cuadernos de borradores. Beethoven comenzó con el cuarteto en re mayor numerado como Op. 18/3, que inició a finales del otoño de 1798 y terminó a principios de 1799. Entre enero y marzo escribió el cuarteto en fa mayor Op. 18/1, seguido del Op. 18/2 en sol mayor, que probablemente terminó en mayo del mismo año. Entregó una copia de los tres primeros cuartetos al príncipe Lobkowitz probablemente a principios de octubre. Según los borradores empezó a elaborar el cuarteto en la mayor Op. 18/5 justo después de terminar los tres primeros cuartetos, pero lo dejó para trabajar en otras piezas. Sin embargo, el cuarteto se terminó en otoño de 1799. Después escribió el cuarteto en do menor Op. 18/4 y, por último, el cuarteto en si bemol mayor Op. 18/6, que compuso en la primavera o el verano de 1800. Ese mismo verano revisó a fondo los tres primeros cuartetos y en octubre de 1800 presentó los seis al príncipe Lobkowitz.
El cambio en el número de opus del cuarteto en fa mayor se remonta a Ignaz Schuppanzigh, director del Cuarteto Schuppanzigh muy cercano a Beethoven y al que el compositor solía llamar "Falstaff". Para Schuppanzigh el Op. 18/1 era el mejor de toda la serie. Así Beethoven debería poder medirse contra Haydn. Carl Czerny, alumno de Beethoven, describió esto al respecto:

«De los seis primeros cuartetos de cuerda, el cuarteto en re mayor (n.º 3) fue el primero que Beethoven escribió. Por consejo de Schuppanzigh, sin embargo, hizo aparecer al cuarteto en fa mayor (aunque estaba escrito después) como el número 1, presumiblemente porque el cuarteto en re mayor comienza de una manera que era desconocida en ese momento.»

Durante la composición de los cuartetos, Beethoven conoció a la aristócrata Josephine Brunsvik, a quien se considera posible destinataria de su carta a la "amada inmortal" escrita en 1812, y a su hermana Therese Brunsvik puesto que les dio lecciones de piano. A pesar del extenso trabajo en los cuartetos, pasó mucho tiempo con las hermanas. Basado en los sentimientos que desarrolló por Josephine, le dedicó una canción "Ich denke dein" con seis variaciones basada en un poema de Goethe. Según su biógrafo Ernst Pichler, algunas referencias a la composición de la canción también se pueden encontrar en los Cuartetos Op. 18.

### Publicación
La primera publicación de este opus fue llevada a cabo por el editor Tranquillo Mollo en octubre de 1801 en Viena. Para cuando llegó la primera edición, ya se habían realizado representaciones privadas para el príncipe Lobkowitz, lo cual muy probablemente inspiró a Beethoven para llevar a cabo una revisión de las piezas. Después de la publicación, Beethoven escribió a su editor Franz Anton Hoffmeister el 8 de abril de 1802:

«El Sr. Mollo ha vuelto a publicar recientemente mis cuartetos, llenos de errores y erratas, grandes y pequeñas, pululan como pececillos en el agua, es decir, en el infinito. Questo è un piacere per un autore. Eso es lo que yo llamo 'puñaladas', en realidad mi piel est llena de puntadas y hendiduras -de esta hermosa edición de mis cuartetos.»

En 1808 se publicó una nueva edición de los cuartetos que también resultó defectuosa. Esto seguramente ya no estaba bajo el control de Beethoven, ya que el compositor ya no estaba en contacto con Mollo. Por ello, la copia elaborada para el príncipe Lobkowitz, que contiene las versiones finales de los cuartetos, es especialmente relevante para la investigación. La mayoría de las correcciones allí contenidas fueron presumiblemente realizadas por el propio Beethoven. 
La dedicatoria que figura en la partitura impresa era el Fürst (príncipe) Joseph Franz Maximilian von Lobkowitz, uno de los primeros y principales mecenas de Beethoven en Viena. Como muestra de gratitud, Beethoven dedicó al príncipe las siguientes composiciones musicales: las Sinfonías n.º 3 "Eroica", n.º 5 y n.º 6 "Pastoral", además de los seis Cuartetos de cuerdas Op. 18, el Triple concierto Op. 56, el Cuarteto de cuerdas Op. 74 y el ciclo de lieder An die ferne Geliebte. La primera impresión pirata fue editada por Simrock en Bonn en 1802, un año después de la primera impresión. Al mismo tiempo Lobkowitz también le encargó a Joseph Haydn la composición de varios cuartetos. Pero debido a su avanzada edad, Haydn solo pudo completar los dos Cuartetos Op. 77 y unos años más tarde dejó inacabado el Cuarteto Op. 103. Es posible, pero no está probado, que Lobkowitz hubiera planeado que Haydn y Beethoven compitieran entre sí en una forma de competición musical común en ese momento.
Aunque el conjunto del Op. 18 fue dedicado al príncipe Lobkowitz, Beethoven dedicó la primera versión de este cuarteto a su amigo Carl Amenda, un teólogo y violinista que conoció en Viena. En una carta fechada el 25 de junio de 1799 que Beethoven envió a Amenda, cuando éste dejó Viena de manera inesperada para volver a su Curlandia natal por la enfermedad de un familiar, le decía: "Acepta este cuarteto como un pequeño recordatorio de nuestra amistad". No obstante, tras haber revisado la obra volvió a escribir a Amenda una carta el 1 de junio de 1800 en la que le pedía que la pieza no fuera mostrada ni tocada por nadie: "No prestes mi cuarteto ya que he hecho muchos cambios en él. He aprendido a escribir cuartetos apropiadamente, como verás cuando los recibas." Se conservan ambas versiones del Op. 18/1, si bien la versión original del cuarteto fue descubierta en 1922.

## Estructura y análisis
La pieza consta de cuatro movimientos:
- I. Allegro con brio, en fa mayor 3
4
- II. Adagio affettuoso ed appassionato, en re menor 9
8
- III. Scherzo. Allegro molto, en fa mayor 3
4
- IV. Allegro, en fa mayor 2
4

La interpretación de esta obra tiene dura aproximadamente 28 minutos, siendo el más extenso del opus.

### I.Allegro con brio
El primer movimiento, Allegro con brio, está escrito en la tonalidad de fa mayor, en compás de 3/4 y sigue la forma sonata. Presenta partes rápidas y enérgicas, mezcladas con muchas cualidades líricas. Comienza con un tema despreocupado y apremiante al unísono desde el primer violín. El motivo inicial, centrado en la tónica con un giro melódico, es relevante ya que se repite de varias formas a lo largo del movimiento. El segundo tema, caracterizado por las síncopas, es irrelevante en la implementación. En el desarrollo la música adquiere un carácter más fogoso, la tonalidad cambia al modo menor antes de volver al motivo inicial y a sus diversas manifestaciones inventivas y a veces sorprendentes para cerrar el movimiento. En comparación con la versión original, el primer movimiento de la versión final es más breve. 

### II.Adagio affettuoso ed appassionato
El segundo movimiento, Adagio affettuoso ed appassionato, está en re menor y en compás de 9/8. Beethoven le dijo a Carl Amenda que la escena de la cripta de Romeo y Julieta de William Shakespeare lo inspiró a crear este movimiento del que después dijo que le recordaba a dos amantes que se despiden. Los bocetos muestran la intención de Beethoven de representar la citada escena teatral, ya que contienen comentarios en francés, como "il prend le tombeau" (él viene a la tumba) y "les derniers soupirs" (el último suspiro). Las indicaciones de tempo y carácter rezan Adagio affetuoso ed appassionato, y esta emoción aflora inmediatamente con la melodía inicial del violín, que canta sobre un pulso de tresillos moviéndose en los otros instrumentos. La melodía reaparece en el violonchelo y se desarrolla de forma agridulce, pasando por un tiempo de la tonalidad menor a la mayor. La atmósfera melancólica domina casi todo el movimiento. Solo poco antes del final la melancolía se ve interrumpida por un dramático crescendo antes de que el movimiento finalmente termine en pianissimo. Hay un desarrollo tormentoso antes de que vuelva la melodía, esta vez sobre un acompañamiento mucho más agitado. El uso que hace Beethoven del silencio entre acordes de gran tensión es original y tiene un gran atractivo dramático.
Beethoven requiere un tempo de metrónomo de 138 negras por minuto para este movimiento. En este sentido, Friedrich Kerst señala: "Beethoven no quería desviarse de su tempo ni un ápice, porque identificó el compás correcto del movimiento con las características inherentes al movimiento o a sus componentes individuales de la manera más precisa." Conforme a Pichler, el tema principal se basa en la canción "Ich denke dein" dedicada a Josephine Brunsvik.

### III.Scherzo.Allegro molto
El tercer movimiento, Scherzo. Allegro molto, vuelve a la tonalidad inicial y al compás de 3/4. Se trata de un Scherzo ingenioso y juguetón cuyas estructuras de frases desiguales y alborotados acentos proporcionan una sensación de sorpresa y jocosidad. Se abre con un tema que al principio asciende de manera cromática, cuyos elementos se transforman y combinan de diferentes maneras en el curso del movimiento. En la sección de trío el primer violín se mantiene ocupado con numerosos pasajes brillantes. El trío comienza con saltos de octava al unísono, que arrancan desde las octavas de escalas ascendentes y descendentes del primer violín que puede ser respondido. 

### IV.Allegro
El cuarto y último movimiento, Allegro, retoma de nuevo la tonalidad inicial y el compás pasa a ser 2/4. El Finale, de forma similar al primer movimiento, desarrolla el motivo inicial de muchas formas creativas. Este motivo, introducido por el violín, se construye sobre una rápida secuencia de tresillos de semicorcheas descendentes, cuyo efecto es especialmente virtuoso. Estructuralmente es una mezcla de forma sonata y rondó, ya que las repeticiones de corcheas se alternan con figuraciones de semicorcheas y tresillos. Con 381 compases, el Finale pretende ser un contrapeso al movimiento inicial; este último sería tan largo como el Finale sin repetir la exposición. Debido a su alegría, el Finale también contrasta con el primer movimiento; de esta manera, Beethoven quería acomodarse a sus contemporáneos que no estaban acostumbrados a los requisitos del primer movimiento.

## Recepción de la obra

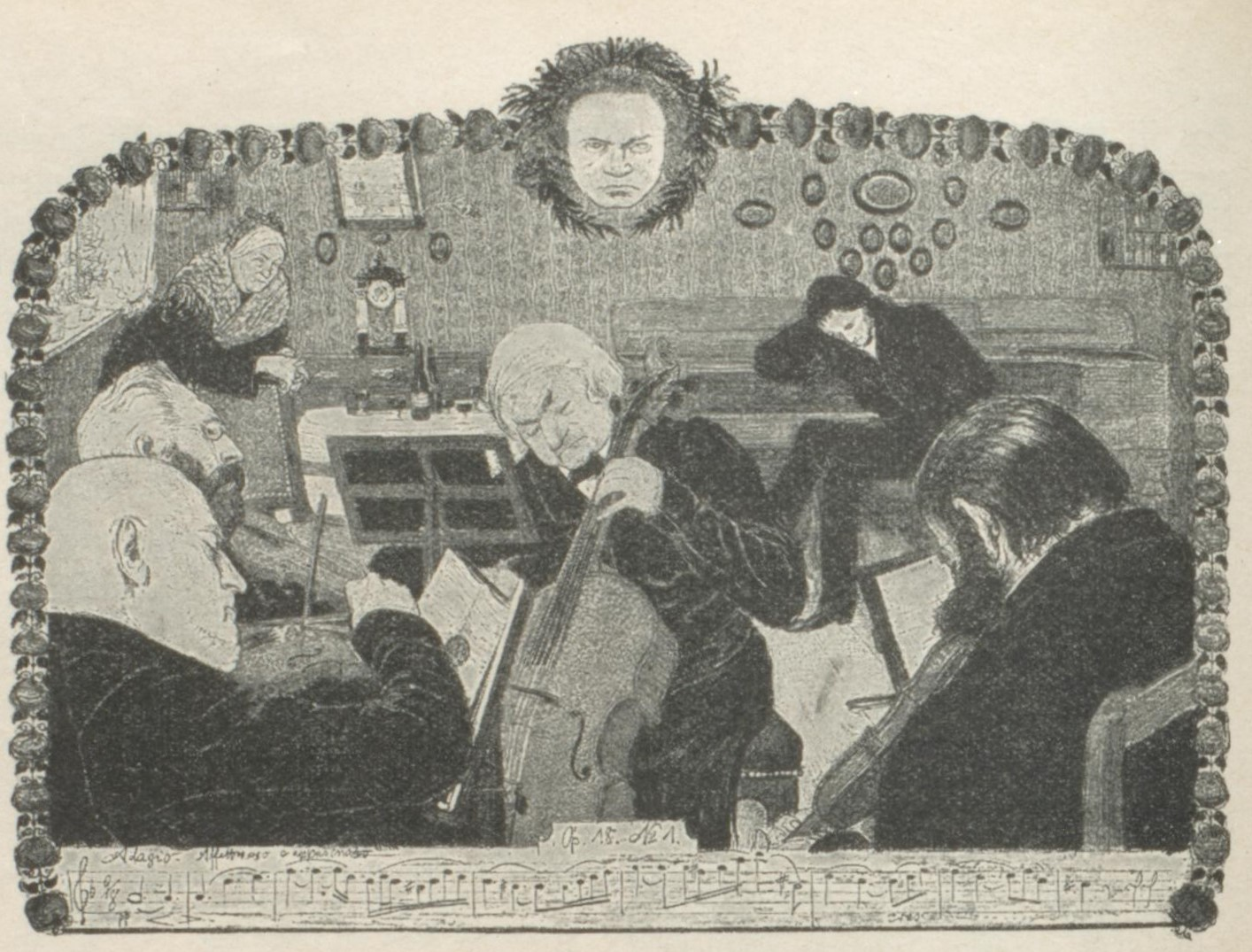
Ilustración con un pentagrama del Adagio del Op. 18/1 de Reinhold Max Eichler para Kammermusik (Música de cámara) de Hugo Salus (1896)

La biografía de Thayer recoge que tras la publicación del Op. 18, el compositor Jan Emanuel Doležálek dijo que solo le gustaban el Op. 18/2 y el Op. 18/4, a lo cual Beethoven respondió con desprecio:

«Das ist ein rechter Dreck! Gut für das Scheißpublikum.»
«¡Eso es verdadera basura! Bien por el público de mierda.»

La única reseña pública de este opus fue escrita en el periódico Allgemeine musikalische Zeitung de Leipzig el 26 de agosto de 1801:

«Unter den neuen hier erscheinenden Werken zeichnen sich vortreffliche Arbeiten von Beethoven aus (bei Mollo). Drei Quartetten geben einen vollgültigen Beweis für seine Kunst: doch müssen sie öfters und sehr gut gespielt werden, da sie sehr schwer auszuführen und keineswegs populair sind.»
«Entre las nuevas obras que aparecen aquí se encuentran excelentes obras de Beethoven (según Mollo). Tres cuartetos proporcionan una prueba completa de su arte: pero deben tocarse a menudo y muy bien, porque son muy difíciles de interpretar y de ninguna manera son populares.»
—Allgemeine musikalische Zeitung, 26 de agosto de 1801, p. 800.

Conforme a William Kinderman los Cuartetos Op. 18 aunque son menos admirados en los escritos que los Cuartetos Razumovsky Op. 59 y que los últimos cuartetos, seguramente son interpretados más a menudo y ocupan un puesto clave en los albores del siglo XIX. El Op. 18/1 fue descrito por Ulrich Konrad como un "portal al mundo cuartetístico de Beethoven". El musicólogo estadounidense Joseph Kerman describió el Op. 18/2 como increíble debido a su conexión musical con Haydn.

## En la cultura popular
Esta obra ha sido incluida en bandas sonoras de películas y programas de televisión.
- 2015 – The Lobster, película dirigida por Yorgos Lanthimos en cuya banda sonora se incluye el segundo movimiento de este cuarteto.[26]

## Discografía selecta
- 1942 – Cuarteto Busch (Sony).
- 1968 – Cuarteto Italiano (Philips).
- 1974 – Cuarteto Végh (Auvidis-Valois).
- 1979 – Cuarteto Alban Berg (EMI).
- 2004 – Cuarteto Takács (Decca).
- 2009 – Cuarteto de cuerda de Tokio (Harmonia Mundi).
- 2011 – Cuarteto Artemis (Virgin Classics).
- 2012 – Cuarteto Belcea (Zig-Zag Territoires).
- 2020 – Cuarteto Ébène (Erato).